# Dripping Springs (Teksas)
Dripping Springs – miasto w Stanach Zjednoczonych, w stanie Teksas, w hrabstwie Hays.